# Notoncus
Notoncus – rodzaj mrówek z podrodziny Formicinae. Obejmuje 6 opisanych gatunków.

## Gatunki
- Notoncus capitatus  Forel, 1915
- Notoncus ectatommoides  Forel, 1892
- Notoncus enormis Szabo, 1910
- Notoncus gilberti  Forel, 1895
- Notoncus hickmani  Clark, 1930
- Notoncus spinisquamis  Andre, 1896